# Александър Хацкевич
Александър Хацкевич (на беларуски: Аляксандр Хацкевіч) е бивш беларуски футболист, полузащитник, понастоящем старши треньор на Динамо Киев.

## Кариера

### Кариера като футболист
Хацкевич е юноша на Динамо Минск. Дебютира в мъжкия футбол през 1991 г. Пет години по-късно е трансфериран в украинския Динамо Киев, където играе с футболисти като Андрий Шевченко, Сергей Ребров, Каха Каладзе, Валентин Белкевич и др. Става част от големия отбор на Валери Лобановски, достигнал до полуфиналите на Шампионската лига през сезон 1998/99. През 2004 г. напуска Киев след 8 години, и преминава в Китай, където обаче не се задържа дълго. Последва и кратък период в латвийския Вента, преди да се завърне в родния Динамо Минск през 2005 г.
За националния отбор на Беларус изиграва 38 мача между 1993-та и 2005 година.

### Кариера като треньор
Стартът на сезон 2007 е слаб, и Хацкевич, първоначално временно, а по-късно – и за постоянно, поема функциите на играещ треньор до края на сезона.
В началото на 2008 г. е назначен за селекционер на младежкия национален отбор до 18 години, но няколко месеца по-късно застава начело на отбора на Витебск.
През 2010-та става помощник-треньор в щаба на украинския национален отбор. По същото време поема и дубъла на Динамо Киев. Работи в отбора от Киев в продължение на четири години, когато през 2014-та получава предложение да стане национален селекционер на Беларус.
През декември 2014-а официално оглавява националния отбор на Беларус. Води тима в общо 18 мача, в които записва 6 победи, 6 равенства и 6 загуби. Подава оставка през ноември 2016 г. след серия неубедителни резултати.
На 1 юни 2017 година наследява бившия си съотборник Сергей Ребров като треньор на Динамо Киев.

## Успехи

### Като футболист
Динамо Минск
- Шампион на Беларус (5): 1992/93, 1993/94, 1994/95, 1995, 1996
- Носител на Купата на Беларус (1): 1993/94

 Динамо Киев
- Шампион на Украйна (7): 1996/97, 1997/98, 1998/99, 1999/2000, 2000/01, 2002/03, 2003/04
- Носител на Купата на Украйна (4): 1997/98, 1998/99, 1999/2000, 2002/03
- Носител на Суперкупата на Украйна (1): 2004